# Jim Wetherbee
James Donald Wetherbee (* 27. November 1952 in Flushing, Queens, New York City, USA) ist ein ehemaliger amerikanischer Astronaut.
Wetherbee wurde in Flushing geboren, aufgewachsen ist er jedoch 60 Kilometer entfernt, in der Kleinstadt Huntington Station, wo seine Eltern heute noch leben. Nach einer katholischen High School besuchte er die katholische University of Notre Dame in Indiana. Dort studierte er Luft- und Raumfahrttechnik und erhielt 1974 einen Bachelor. (US-Außenministerin Condoleezza Rice war zur gleichen Zeit an der Notre-Dame-Uni eingeschrieben).
Gleich nach seinem Abschluss trat Wetherbee in die US Navy ein und machte dort Karriere als Marineflieger. Nach seiner Ausbildung zum Piloten diente er drei Jahre auf dem Flugzeugträger John F. Kennedy bis man ihn ab 1980 an der United States Naval Test Pilot School in Patuxent River (Maryland) zum Testpiloten ausbildete. Anschließend war er in verschiedenen leitenden Positionen mit der Weiterentwicklung des Kampfflugzeugs F/A-18 „Hornet“ befasst. Anfang 1984 kam er zum 132. Kampfgeschwader auf die Naval Air Station Lemoore in Kalifornien, wo er bis zu seiner Einstellung als Astronaut tätig war.

## Astronautentätigkeit
Wetherbee kam im Mai 1984 als Astronautenkandidat zur NASA. Er hatte schon immer diesen Beruf ergreifen wollen, war sich aber bewusst, dass die Wahrscheinlichkeit sehr klein sein würde. Obwohl er sich in der Marine sehr wohlfühlte, hatte er seinen Wunsch, Astronaut zu werden, stets im Hinterkopf. Es war seine Frau, die ihn bestärkte, sich bei der NASA zu bewerben. Er war Testpilot, als er schließlich seine Unterlagen einreichte und gleich bei seinem ersten Versuch angenommen wurde.
Nach Beendigung der Grundausbildung im Juni 1985 bis zur Challenger-Katastrophe im Januar 1986 war er als CapCom im Missionskontrollzentrum tätig.
Seine erste Ernennung für eine Space-Shuttle-Mission erfolgte im November 1988 als Pilot von STS-32. Ziel des Fluges vom Januar 1990 war neben dem Aussetzen eines Kommunikationssatelliten der Intelsat-Serie das Einfangen der Forschungsplattform LDEF, die fast sechs Jahre im All verbrachte.
Zunächst als Pilot für STS-46 ernannt, übertrug man Wetherbee im Herbst 1991 sein erstes eigenes Kommando: STS-52 im Oktober 1992 mit der Raumfähre Columbia setzte den italienisch-amerikanischen Trabanten LAGEOS-2 aus. Ebenfalls wurden an Bord im Rahmen der „United States Microgravity Payload (USMP-1)“ drei Mikrogravitationsexperimente aus den USA und Frankreich durchgeführt.
Nur ein Jahr nach STS-52 wurde Wetherbee für seine dritte Mission aufgestellt. STS-63 schrieb Anfang Februar 1995 Raumfahrtgeschichte, als die Besatzung um Kommandant Wetherbee im Laufe des Fluges das erste Rendezvous einer US-Raumfähre (mit Pilotin Eileen Collins erstmals von einer Frau gesteuert) mit der russischen Station Mir durchführte.
Im Herbst 1997 leitete Wetherbee die Mission STS-86. Es war der neunte Flug im Rahmen des Shuttle-Mir-Programms, der die siebente Kopplung eines Shuttles an die Mir-Station zum Ziel hatte. Die Fähre Atlantis brachte Versorgungsgüter und die Ablösung für Michael Foale zur Raumstation. Astronaut Foale hatte seit Mai an Bord gearbeitet und wurde nun durch David Wolf abgelöst.
Bis zu seinem nächsten Raumflug arbeitete Wetherbee in der Verwaltung: seit dem Herbst 1995 war er fünf Jahre lang stellvertretender Direktor des Johnson Space Center (JSC).
Wetherbees fünfter Flug fand im März 2001 als Kommandant von STS-102 statt. Die Discovery brachte Ausrüstungsteile und eine frische Mannschaft zur im Bau befindlichen Internationalen Raumstation (ISS). Dazu befand sich im Frachtraum des Orbiters das Leonardo-Modul, in dem sich der Hauptteil der auszuliefernden Nutzlasten befand. Die Shuttle-Crew brachte die 2. Stammbesatzung zur ISS und holte die 1. Mannschaft nach 140 Tagen Dienst wieder ab.
Als Wetherbee Ende 2002 mit STS-113 zu seinem letzten Raumflug startete, war er der erste Astronaut, der fünf Missionen geleitet hatte. Die Endeavour brachte den P1-Träger zur ISS. Bei drei Ausstiegen wurde die 12-Tonnen-Struktur an die Raumstation angebaut. Außerdem löste die 6. ISS-Besatzung die ISS-Expedition 5 ab.
Jim Wetherbee trat 2003 aus der US-Marine aus und verließ Anfang 2005 die NASA. Er und seine Frau Robin haben zwei Töchter.